# Euploea malakoni
Euploea malakoni är en fjärilsart som beskrevs av William Doherty 1891. Euploea malakoni ingår i släktet Euploea och familjen praktfjärilar. Inga underarter finns listade i Catalogue of Life.